# Orvar Trolle
Nils Orvar (Orvar) Trolle (Malmö, 4 april 1900 - Blikstorp, 7 maart 1971) was een Zweeds zwemmer. Hij nam tweemaal deel aan de Olympische Spelen en won hierbij in totaal één medaille.
In 1920 maakte hij zijn olympisch debuut op de Olympische Spelen van Antwerpen. Hij vertegenwoordigde Zweden bij de 100 meter vrije slag en de 4 x 200 meter estafette. Op beide onderdelen werd hij nog voor de finales uitgeschakeld. Vier jaar later op de Olympische Spelen van Parijs kwam hij uit op dezelfde onderdelen. Toen verging het hem, beter op de 4 x 200 m vrije slag. Met het Zweedse team veroverde hij namelijk het brons.
Trolle speelde voor de clubs Malmö SS en SoIK Hellas.
Robert Andersson · 
Arne Borg · 
Frans Möller · 
Orvar Trolle
Åke Borg · 
Arne Borg · 
Thor Henning · 
Gösta Persson · 
Orvar Trolle · 
Georg Werner